# Цајтлофс
Цајтлофс (њем. Zeitlofs) град је у њемачкој савезној држави Баварска. Једно је од 26 општинских средишта округа Бад Кисинген. Према процјени из 2010. у граду је живјело 2.137 становника. Посједује регионалну шифру (AGS) 9672166.

## Географски и демографски подаци
Цајтлофс се налази у савезној држави Баварска у округу Бад Кисинген. Град се налази на надморској висини од 242 метра. Површина општине износи 40,9 km². У самом граду је, према процјени из 2010. године, живјело 2.137 становника. Просјечна густина становништва износи 52 становника/km².